# Descendentes de João VI de Portugal
João VI foi monarca português de 1816 a 1826, tendo ascendido ao trono após um longo período como regente de Maria I, sua mãe. Durante a maior parte do seu reinado oficial, João VI liderou o Reino Unido de Portugal, Brasil e Algarves, representando um período histórico de relevantes avanços tecnológicos e rupturas políticas, como as que levaram à transferência da corte portuguesa em 1808 e, posteriormente, a independência do Brasil em 1822.
O seu casamento com Carlota Joaquina de Bourbon em 1785 rendeu-lhe sete herdeiros diretos, sendo dois deles (Pedro IV e Miguel I) futuros monarcas portugueses. Pela descendência de Pedro I, João VI é também ancestral da Casa Imperial Brasileira enquanto avô paterno de Pedro II do Brasil. Através da descendência de Miguel I, João VI é um ancestral comum de monarcas da Bélgica, Luxemburgo, Liechtenstein e do Ducado de Parma.

## Vida e ascendência
João VI nasceu em Lisboa em 1767, filho de Maria I e Pedro III de Portugal. Membro da Casa de Bragança, os seus avós paternos eram João V de Portugal e Maria Ana de Áustria enquanto os seus avós maternos eram José I de Portugal e Mariana Vitória da Espanha.
Como segundo filho de Maria I, João era o herdeiro presuntivo ao trono português desde o momento de seu nascimento, sendo superado na linha de sucessão pelo seu irmão mais velho José. Após a morte de José, em 1788, João assume o encargo de herdeiro aparente ao trono.
Em 1799, João tornou-se Príncipe regente de Portugal e todos os domínios portugueses em nome de Maria I, que sofria de problemas de saúde. Neste mesmo período, diante a iminente invasão de Portugal por Napoleão Bonaparte, a família real portuguesa se estabeleceu no Rio de Janeiro.
Após sua morte em 1826, seus herdeiros diretos iniciaram uma crise sucessória que culminou na dissolução da Casa de Bragança em três ramificações principais: a Casa Imperial Brasileira (então chefiada por Pedro I), a Casa de Bragança (que descende de Maria II de Portugal, sua neta) e os Braganças Miguelistas (herdeiros de Miguel I de Bragança).

## Descendentes de João VI

### Filhos
| Descendente | Descendente                                 | Nascimento                                                                      | Casamento e descendência                                                                       | Morte                  |
| ----------- | ------------------------------------------- | ------------------------------------------------------------------------------- | ---------------------------------------------------------------------------------------------- | ---------------------- |
|             | Maria Teresa Princesa da Beira              | 29 de abril de 1793 Palácio da AjudaFilha de João VI e Carlota Joaquina         | Carlos, Conde de Molina 20 de outubro de 1838 1 filho                                          | 17 de janeiro de 1874  |
|             | Francisco António Príncipe da Beira         | 21 de março de 1795 Palácio Real de QueluzFilho de João VI e Carlota Joaquina   | –                                                                                              | 11 de junho de 1801    |
|             | Maria Isabel Rainha Consorte de Espanha     | 19 de maio de 1797 Palácio Real de QueluzFilha de João VI e Carlota Joaquina    | Fernando VII de Espanha 22 de setembro de 1816 sem filhos                                      | 26 de dezembro de 1818 |
|             | Pedro I Imperador do Brasil                 | 12 de outubro de 1798 Palácio Real de QueluzFilho de João VI e Carlota Joaquina | Maria Leopoldina 13 de maio de 1817 7 filhosAmélia de Leuchtenberg 30 de julho de 1829 1 filha | 24 de setembro de 1834 |
|             | Maria Francisca de Assis Condessa de Molina | 22 de abril de 1800 Palácio Real de QueluzFilha de João VI e Carlota Joaquina   | Carlos, Conde de Molina 4 de setembro de 1816 3 filhos                                         | 4 de setembro de 1834  |
|             | Isabel Maria Infanta de Portugal            | 4 de julho de 1801 Palácio Real de QueluzFilha de João VI e Carlota Joaquina    | –                                                                                              | 22 de abril de 1876    |
|             | Miguel I Rei de Portugal                    | 26 de outubro de 1802 Palácio Real de QueluzFilho de João VI e Carlota Joaquina | Adelaide, Princesa de Löwenstein 24 de setembro de 1851 7 filhos                               | 14 de novembro de 1866 |
|             | Maria da Assunção Infanta de Portugal       | 25 de junho de 1805 Palácio Real de QueluzFilha de João VI e Carlota Joaquina   | –                                                                                              | 7 de janeiro de 1834   |
|             | Ana de Jesus Maria Marquesa de Loulé        | 28 de outubro de 1806 Palácio Real de MafraFilha de João VI e Carlota Joaquina  | Nuno José, Duque de Loulé 5 de dezembro de 1827 5 filhos                                       | 22 de junho de 1857    |

### Descendentes por Maria Teresa
- Maria Teresa, Princesa da Beira e Pedro Carlos de Bourbon
  - Sebastião, Infante de Espanha e Portugal (1811-1832)
    - Francisco Maria, Infante de Portugal (1861-1923)
      - Maria Cristina, Duquesa de Marchena (1889–1981)
        - Juan Jorge, Duque de Ansola e Marchena (1912–1999)
          - João Jacó, Duque de Marchena (1941-)

    - Pedro, Duque de Durcal (1862-1892)
    - Luís de Jesus de Bourbon (1864-1889)

### Descendentes por Maria Isabel
- Maria Isabel de Bragança e  Fernando VII de Espanha
  - Maria Luísa Isabel (1817-1818)
  - Maria Luísa Isabel (1818)

### Descendentes por Pedro I
- Pedro I do Brasil (1798-1834) e Maria Leopoldina da Áustria (1797-1826)
  -  Maria II de Portugal (1819-1834)
    -  Pedro V de Portugal (1837-1861)
    -  Luís I de Portugal (1838-1889)
      -  Carlos I de Portugal (1863-1908)
        -  Luís Filipe, Príncipe Real de Portugal (1887-1908)
        -  Manuel II de Portugal (1889-1932)

  - Januária, Condessa de Áquila (1822–1901)
    - Luís Fernando, Conde de Roccaguglielma (1845-1909)
      - Maria Januária de Roccaguglielma (1870-1941)
      - Luís Afonso, 2.º Conde de Roccaguglielma (1873-1940)

    - Maria Isabel de Bourbon-Duas Sicílias (1846-1859)
    - Filipe, Príncipe das Duas Sicílias (1847-1922)
    - Emanuel de Bourbon-Duas Sicílias (1851)

  - Paula, Princesa do Brasil (1823-1833)
  - Francisca, Princesa de Joinville (1824-1898)
    - Francisca Maria, Princesa de Orléans (1844-1925)
    - Pedro, Duque de Penthièvre (1845-1919)
    - Leopoldina (1849)

  -  Pedro II do Brasil (1825-1891)
    - Afonso, Príncipe Imperial do Brasil (1845-1847)
    - Isabel, Princesa Imperial do Brasil (1846-1921)
      - Luís de Orléans e Bragança (1878-1920)
        - Pedro Henrique de Orléans e Bragança (1909-1981)
          - Luíz Gastão de Orléans e Bragança (1938-2022)

    - Leopoldina, Princesa do Brasil (1847-1871)
      - Pedro Augusto do Brasil (1866-1934)
      - Augusto Leopoldo do Brasil (1867-1922)
      - José Fernando de Saxe-Coburgo-Gota (1869-1888)
      - Luís Gastão, Duque de Saxe (1870-1942)

    - Pedro, Príncipe Imperial do Brasil (1848-1850)

- Pedro I do Brasil e Amélia de Leuchtenberg
  - Maria Amélia, Princesa do Brasil (1831-1853)

- Pedro I do Brasil e Maria Benedita, Baronesa de Sorocaba
  - Rodrigo Delfim, Senhor da Quinta das Murtas (1823-1891)
    - Carolina Maria (1854-1878)
    - Manuel Rodrigo (1858-1921)
    - Maria Germana (1860-1954)

### Descendentes por Maria Francisca
- Maria Francisca de Assis de Bragança e Carlos, Conde de Molina
  - Carlos, Conde de Montemolín (1818-1861)
  - João, Conde de Montizón (1822-1887)
    - Carlos, Duque de Madrid (1848-1909)
      - Branca, Infanta de Espanha (1868–1949)
        - António, Arquiduque da Áustria (1901–1987)
          - Estevão, Arquiduque da Áustria (1932–1998)
            - Cristóvão de Habsburgo-Lothringen (1957-)
              - Saygan Genevieve de Habsburgo-Lothringen (1987-)

    - Afonso Carlos, Duque de São Jaime (1849-1936)

  - Fernando de Bourbon e Bragança (1824-1861)

### Descendentes por Miguel I
- Miguel I de Portugal e Adelaide de Löwenstein-Wertheim-Rosenberg
  - Miguel, Duque de Bragança (1853–1927)
    - Miguel, Duque do Viseu (1878–1923)
      - Duarte Nuno, Duque de Bragança (1907–1976)
        - Duarte Pio, Duque de Bragança (1945–)
          - Afonso, Príncipe da Beira (1996–)

### Descendentes por Ana de Jesus Maria
- Ana de Jesus Maria de Bragança e Nuno José, Duque de Loulé
  - Ana Carlota Maria (1827-1893)
  - Maria do Carmo (1829-1907)
  - Pedro José Agostinho (1830-1909)
  - Maria Amália (1832-1880)
  - Augusto Pedro, Conde da Azambuja (1835-1914)